# Mathias Tjärnqvist
Mathias Tjärnqvist, född 15 april 1979 i Umeå, är en svensk före detta  ishockeyforward som är assisterande tränare i Malmö Redhawks. Detta efter att ha spelat flera säsonger och totalt 173 matcher för Dallas Stars och Phoenix Coyotes i NHL.
Under en match med Rögle mot Leksand i Kvalserien till Elitserien säsongen 2008–09 tacklade Tjärnqvist den finske ishockeyspelaren Antti-Jussi Niemi så illa att Niemi fick tre frakturer i ansiktet. Tjärnqvist blev avstängd i 2 matcher.
Hans bror Daniel Tjärnqvist spelade under sin aktiva karriär i bland annat Djurgården Hockey och Kölner Haie. Båda två har Vännäs Hockeyklubb som moderklubb.

## Meriter
- U18 EM-silver – 1997
- SM-guld – 2000, 2001
- VM-silver – 2003, 2004
- SM-silver – 2010

## Klubbar
- 1996–1999  Rögle BK, Division I
- 1999–2003  Djurgården Hockey, Elitserien
- 2003–2007  Dallas Stars, NHL
- 2003–2004  Utah Grizzlies, AHL
- 2004–2005  HV71, Elitserien
- 2005–2007  Iowa Stars, AHL
- 2006–2008  Phoenix Coyotes, NHL
- 2008–2009  Rögle BK, Elitserien
- 2009–2012  Djurgården Hockey, Elitserien
- 2012–2013  Rögle BK, Elitserien
- 2013–2014  Rögle BK, Hockeyallsvenskan
- 2014–2015  Malmö Redhawks, Hockeyallsvenskan
- 2015–2016  JYP, FM-ligan
- 2016–2017  Malmö Redhawks, SHL

### Fotnoter
1. 1 2 3  Sveriges befolkning 2000, Sveriges Släktforskarförbund, 2020, läst: 30 juni 2022.[källa från Wikidata]
2. ↑  Eurohockey.com, Eurohockey.com spelar-ID: 9930, läst: 25 april 2022.[källa från Wikidata]